# Marisa Maria Xavier Sans
Marisa Maria Xavier Sans (Ouro Preto, 3 de junho de 1958) é uma professora e política de Minas Gerais. Foi a primeira e única mulher a chegar ao executivo ouro-pretano.
É filha do ex-prefeito de Ouro Preto, Benedito Gonçalves Xavier.

## Política
Em 2000 tornou-se a primeira mulher a assumir o executivo ouro-pretano. Elegeu-se pelo PDT, com 55,49% dos votos válidos.

### Processos administrativos
Em 2008 ela foi condenada a pagar o valor de 30 vezes o seu salário de prefeita, à época, por ter realizado o Carnaval de Ouro Preto, sem as devidas autorizações do IPHAN. Ela foi acusada de modificar o patrimônio histórico.
Em 2011 ela iria assumir a vice-presidência da Fundação de Arte de Ouro Preto. O cargo não existia, tendo sido criado pelo governador Antônio Anastasia (PSDB) para que ela assumisse. Ela todavia, foi impedida de tomar posse. O prefeito Angelo Oswaldo (PMBD) havia aprovado a lei da ficha limpa no município.
Em 2015 sofreu um processo por improbidade administrativa, por ter utilizado dinheiro público para financiar propagandas na TV e rádio, em benefício próprio. Sofreu um novo processo, em 2016, por improbidade administrativa. Ela teria comprado um celular com um valor superfaturado. Ela também teria contratado 37 funcionários sem o devido processo legal. Ela perdeu os direitos políticos por 8 anos, e foi obrigada a pagar R$ 1,3 milhão.